# Arrondissement de Schwetz
L'arrondisement de Schwetz est un arrondisement prussien existant de 1818 à 1920 dans le district de Marienwerder. Avec ce dernier, il fait partie de la province de Prusse-Occidentale, puis de la province de Prusse de 1829 à 1878. Il se situe sur la rive occidentale de la Vistule dans la partie de la Prusse-Occidentale qui, après la Première Guerre mondiale, est rattachée à la Pologne par le traité de Versailles en 1920. Son chef-lieu est Schwetz. De 1939 à 1945, l'arrondissement est à nouveau occupée par le Reich allemand sous le nom d'arrondissement de Schwetz (depuis 1942, arrondissement de Schwetz-en-Prusse-Occidentale) en tant que partie du nouveau Reichsgau de Dantzig Prusse-Occidentale. Aujourd'hui, l'ancien territoire de l'arrondissement se trouve dans la voïvodie polonaise de Poméranie.

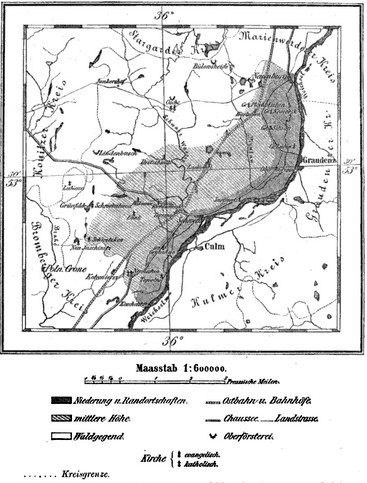
Contours de l'arrondissement de Schwetz vers 1820, d'après Friedrich Bernhard Engelhardt (1768–1854)

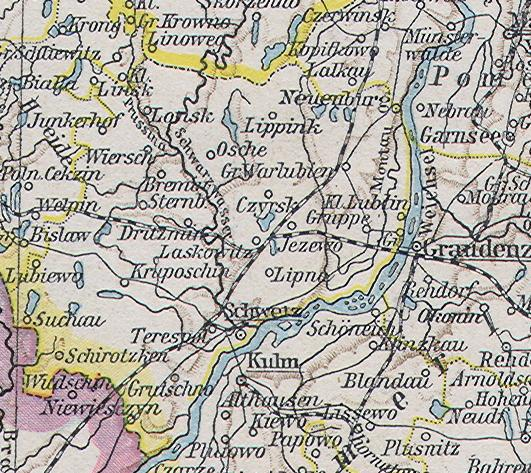
L'arrondissement de Schwetz sur une carte de 1890

La province de Prusse-Occidentale 1919
District de Dantzig
District de Marienwerder

## Histoire
Après avoir appartenu à l'ordre teutonique, le territoire de l'arrondissement de Schwetz font partie en 1466 de la portion royale prussienne autonome en 1466, qui a fait défection de l'ordre et s'est volontairement placée sous la patronage de la couronne polonaise. Le territoire de l'arrondissement de Schwetz est rattaché à la Prusse lors du premier partage de la Pologne en 1772 et fait partie de l'arrondissement de Konitz (de) jusqu'en 1818, qui comprend à l'époque toute la partie sud de la Poméranie. En vertu de l'ordonnance prussienne sur les autorités provinciales du 30 avril 1815 et de ses dispositions d'application, le territoire est rattaché au nouveau district de Marienwerder de la nouvelle province de Prusse-Occidentale. Dans le cadre d'une vaste réforme des arrondissements du district de Marienwerder, le nouveau arrondissement de Schwetz est créé le 1er avril 1818. Il comprend la ville et l'intendance de Schwetz, la ville et la majeure partie du bureau de Neuenburg, six communes de l'intendance de Graudenz ainsi que 98 domaines nobles. La ville de Schwetz devient le siège du nouvel arrondissement.
En raison des dispositions du traité de Versailles, le territoire de l'arrondissement doit être cédé à la Pologne. Dans le corridor polonais, l'arrondissement subsiste sous le nom de powiat de Świecie.
Après l'invasion de la Pologne en 1939 et l'annexion du territoire par le Reich allemand en violation du droit international, l'arrondissement devient le 26 novembre 1939 une partie du nouveau district de Bromberg dans le nouveau Reichsgau Prusse-Occidentale - plus tard Dantzig-Prusse-Occidentale. Depuis le 25 juin 1942, l'arrondissement porte le nom de Schwetz-en-Prusse-Occidentale. Vers la fin de la Seconde Guerre mondiale, l'arrondissement est occupé par l'Armée rouge au printemps 1945 et fait à nouveau partie de la Pologne. Dans la mesure où les habitants allemands n'ont pas fui, ils sont pour la plupart expulsés du territoire de l'arrondissement par les autorités administratives polonaises locales.

## population
La population de l'arrondissement par intervalles d'environ dix ans :
Ci-dessous un aperçu avec des informations officielles sur le nombre d'habitants, les confessions et les groupes linguistiques :
| Année                               | 1821                  | 1831                  | 1840                  | 1852                  | 1861                  | 1871                  | 1880 | 1890                  | 1900                  | 1910                  |
| Habitants                           | 37 076                | 41 660                | 51 380                | 60 847                | 64 958                | 73 609                | ?    | 78 487                | 82 815                | 89 712                |
| Protestants Catholiques Juifs       | 18 223 17 493 00. 340 | 19 677 20 448 00. 526 | 24 786 24 896 00. 693 | 29 562 29 172 0 1 251 | 31 059 31 584 0 1 426 | 33 600 37 728 0 1 542 |      | 32 473 44.146 0 1 242 | 32 664 48 550 00. 970 | 35 916 52 376 00. 719 |
| Parlant allemand Bilingues Polonais |                       | 23 718 – 17 942       |                       | 33 052 – 27 795       | 34 648 – 30 310       |                       |      | 37 328 0 1 132 40.015 | 37.021 0 1 326 44 428 | 42 233 0 2 673 44 792 |

## Politique

### Administrateurs de l'arrondissement
- 1818–182300Karl Wilhelm Gerdes
- 1823–182700von Lewinski
- 1827–182900Sartorius von Schwanenfeld
- 1829–185000Raimund von Pape (de)
- 1850–186700Richard Wegner (de)
- 1867–187000Hans von Zedlitz-Leipe (de)
- 1870–187400Wilhelm Woldeck von Arneburg (de)
- 1874–189700Gustav Gerlich
- 1897–190300Hans Grashoff (de)
- 1903–191600Gustav Adolf von Halem (de)
- 1916–191900Friedrich Frankenbach (de)
- 1919–192000Werner Zschintzsch (de)

### Constitution communale
L'arrondissement de Schwetz est divisé en villes de Neuenburg-en-Prusse-Occidentale et Schwetz, en communes et en districts de domaine indépendants.

### Élections
Dans l'Empire allemand, l'arrondissement de Schwetz forme la 5e circonscription du district de Marienwerder. Cette circonscription est disputée lors de toutes les élections du Reichstag entre les candidats allemands et polonais. Les vainqueurs ne s'imposent que par une faible majorité :
- 1871 00 Gustav Gerlich (de), Parti national libéral
- 1874 00 Erasmus von Parczewski (de), Parti polonais
- 1877 00 Franz August von Gordon (de), Parti conservateur allemand
- 1878 00 Franz August von Gordon, Parti conservateur allemand
- 1881 00 Boleslaw von Kossowski (de), Parti polonais
- 1884 00 Franz August von Gordon, Parti conservateur allemand
- 1887 00 Otto Holtz (de), Parti conservateur libre
- 1890 00 Otto Holtz, Parti conservateur libre
- 1893 00 Otto Holtz, Parti conservateur libre
- 1898 00 Otto Holtz, Parti conservateur libre
- 1903 00 Otto Holtz, Parti conservateur libre
- 1907 00 Julian von Saß-Jaworski (de), Parti polonais
- 1912 00 Gustav Adolf von Halem (de), Parti conservateur libre

## Villes et communes
En 1912, l'arrondissement de Schwetz comprend les deux villes de Neuenburg-en-Prusse-Occidentale et Schwetz ainsi que 151 communes :
- Adlig Salesche
- Alt Jasnitz
- Alt Marsau
- Altfließ
- Andreasthal
- Bagniewo
- Bechau
- Biechowo
- Blondzmin
- Brachlin
- Branitz
- Brattwin (de)
- Bresin
- Briesen
- Bukowitz (en)
- Buschin
- Butzig
- Christfelde (en)
- Czemnik-Wenglarken
- Deutsch Lonk
- Deutsch Westphalen
- Dragaß (de)
- Dritschmin (de)
- Drosdowo
- Dubelno
- Dulzig
- Ehrenthal
- Eibenhorst
- Eichenhorst
- Espenhöhe
- Espenwerder
- Flötenau
- Franzdorf
- Friedrichsdank
- Fünfmorgen
- Gatzki
- Gellen
- Gellenhütte
- Grabowko
- Groddeck
- Groß Deutsch Konopath
- Groß Kommorsk, Bauerndorf
- Groß Kommorsk, Käthnerdorf
- Groß Lonk
- Groß Lubin
- Groß Plochotschin
- Groß Sanskau
- Groß Sibsau
- Groß Westphalen
- Groß Zappeln
- Gruppe
- Grutschno
- Hardenberg
- Hasenau
- Heinrichsdorf
- Helenenfelde
- Hilmarsdorf
- Jeschewo (en)
- Jeziorken
- Johannisberg
- Julienfelde
- Julienhof
- Jungen
- Jungensand
- Junkerhof
- Karlshorst
- Klein Deutsch Konopath
- Klein Kommorsk
- Klein Lubin
- Klein Plochotschin
- Klein Sanskau
- Klein Sibsau
- Klein Taschau
- Klein Zappeln
- Kommerau
- Königlich Glugowko
- Königlich Salesche
- Königsdank
- Konschütz
- Korritowo
- Koselitz
- Kossowo
- Kranichsfelde
- Kruposchin
- Krusch
- Kurland
- Laski
- Laskowitz Bahnhof (de)
- Lianno (en)
- Lichtenhain
- Liedkesfelde
- Linsk
- Lipnitz
- Lippink
- Lonsk
- Lonskipietz
- Lowinneck
- Lubau
- Lubiewo
- Lubsee
- Ludwigsthal
- Luschkowo
- Maleschechowo
- Michelau
- Miedzno
- Mischke (de)
- Montau
- Mukrz
- Neu Jaschinnitz (de)
- Neu Klunkwitz
- Neu Marsau
- Neuenburg-en-Prusse-Occidentale, ville
- Neunhuben
- Neusaß-Treul
- Nieder Sartowitz
- Niedwitz
- Osche (en)
- Oslowo
- Prust (en)
- Richlawo
- Roschanno
- Rudtken
- Sadrosch
- Sandberg
- Schellenschin
- Schiroslaw
- Schirotzken
- Schönau
- Schwekatowo (de)
- Schwetz, ville
- Sdroje
- Skrzinken
- Skurzejewo
- Sprindt
- Suchau
- Suchom
- Sullnowko
- Taschauerfelde
- Topolinken
- Topollno
- Trempel
- Treul
- Tuschin
- Udschitz
- Unterberg
- Waldau
- Warlubien (de)
- Weide
- Wentfin
- Wiersch
- Wilhelmsmark
- Wintersdorf
- Zielonka

## Districts de manoir
L'arrondissement comprend également les 85 districts de manoir suivants (situation au 1er janvier 1908) :
- Adlig Salesche
- Bankau
- Bellno
- Berlinchen
- Biechowko
- Bremin
- Briesen
- Bromke
- Bucheck
- Buddin
- Bülowsheide, Oberförsterei
- Bukowitz
- Charlottenthal
- Deutsch Okonin
- Dulzig
- Dziki
- Dzikow
- Ebensee
- Eichenhorst
- Eschendorf
- Falkenhorst
- Gawronitz
- Gellen
- Golluschütz
- Grabowo
- Groddeck
- Groß Plochotschin
- Groß Sibsau, Vorwerk
- Grünfelde, Oberförsterei
- Gruppe
- Gruppe, Truppenübungsplatz
- Hagen, Oberförsterei
- Hasenau
- Hutta
- Jaszcz
- Junkerhof
- Kawentschin
- Klunkwitz
- Koslowo
- Laschewo
- Laskowitz (de), Gutsbezirk
- Lindenbusch, Oberförsterei
- Lippinken
- Louisenhof
- Lowin
- Lowinneck
- Lubochin
- Luschkowko
- Luschkowo
- Marienfelde
- Marienhöhe
- Mendenau
- Milewo
- Morsk
- Neuenburg, Gut
- Ober Sartowitz
- Osche, Oberförsterei
- Parlin
- Piskarken
- Poledno
- Polnisch Konopath
- Pulkau, Forst
- Pulko
- Rasmushausen
- Rehberg, Oberförsterei
- Rohlau (de)
- Rowinitza
- Sauermühle
- Schewinko
- Schiroslawek
- Schwenten
- Simkau
- Skarszewo
- Splawie
- Stanislawie
- Sternbach
- Stonsk
- Sullnowo
- Supponin
- Surawermühle
- Taschau
- Udschitz
- Warlubien
- Wirry
- Wontrobowo

## Arrondissement de Schwetz en Pologne occupée 1939-1945

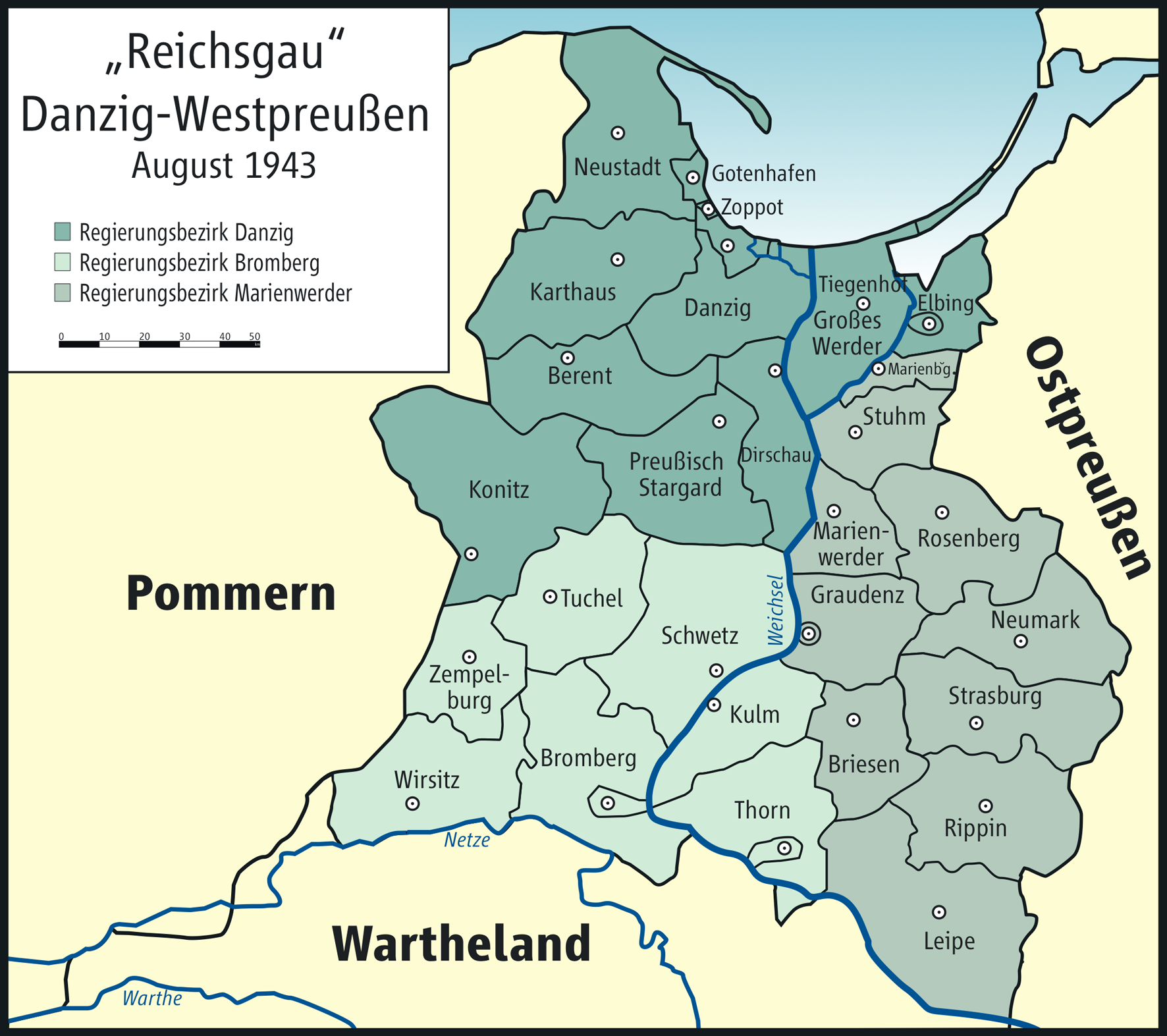
Reichsgau de Dantzig-Prusse-Occidentale (août 1943)

### Histoire
Après l'invasion allemande de la Pologne en 1939, les villes de Neuenburg (Vistule) et Schwetz (Vistule) sont soumises en 1939 dans le code communal allemand du 30 janvier 1935, en vigueur dans l'ancien Reich, qui prévoit l'application du principe du leader au niveau communal. Les autres communes sont regroupées en districts de bureau ; Les districts de manoir n'existent plus.

### Administrateurs de l'arrondissement
- 1941000Rampf
- 1941–00Karl Rüsch

### Changements de noms de lieux
Par décret non publié du 29 décembre 1939, les noms de lieux allemands valables jusqu'en 1918 s'appliquent provisoirement aux noms de lieux jusqu'alors polonais. Cette redénomination globale est possible car l'ensemble des cartes allemandes pour les territoires cédés à la Pologne en 1920 ont (également) conservé les anciens noms de lieux allemands. Par l'ordonnance relative à la modification des noms de lieux du Reichstatthalter en Prusse occidentale de Gdansk du 25 juin 1942, tous les noms de lieux sont germanisés avec l'accord du ministre de l'Intérieur du Reich, soit sous la forme de 1918, soit sous la forme d'une adaptation phonétique ou d'une traduction, par exemple :
- Dritschmin → Dretz
- Brosowo → Brosau
- Bukowitz → Hasenmühl
- Grutschno → Grützen
- Jeschewo → Jeschau
- Lianno → Linne (Westpr.)
- Luschkowko → Luschkau
- Neuenburg i. Westpr. → Neuenburg (Weichsel)
- Prust → Prüst
- Schirotzken → Schrotten
- Schwekatowo → Schweike
- Schwetz → Schwetz (Weichsel)
- Warlubien → Warlieb
- Plewno → Julienhof

## Personnalités liées à l'arrondissement
- Paul Boldt (1885-1921), écrivain né à Christfelde (en)